# Crataegus altaica
Crataegus altaica là loài thực vật có hoa trong họ Hoa hồng. Loài này được (Loudon) Lange mô tả khoa học đầu tiên năm 1897.